# La habitación azul
La habitación azul és una pel·lícula mexicana del 2002 produïda per Argos Comunicación i dirigida per Walter Doehner amb un guió escrit per ell i Vicente Leñero adaptant a novel·la La chambre bleue de Georges Simenon.

## Sinopsi
Toño és detingut per interrogatori per l'agent de policia Garduño, s'ha comès un assassinat i Garduño està decidit a arribar al fons; Toño comença llavors a explicar la seva història: Unes setmanes abans, ell i la seva dona, Ana i la seva filla, van decidir tornar a establir-se a la ciutat natal de Toño, després de viure durant molt de temps a la ciutat de Mèxic. Però les coses es compliquen quan Toño es retroba amb Andrea, una dona per la qual havia desitjat des de l’adolescència i que ara està casada amb Nicolás, el millor amic de Toño a l’institut.
Aviat, els desitjos incomplits i reprimits de Toño i Andrea s'alliberen apassionadament amb la seva trobada sexual. Amagats de l'esposa de Toño i el marit d'Andrea, són ajudats pel germà de Toño, que dirigeix un hotel a la ciutat, i la seva habitació blava és llogada pels amants (d'aquí el nom de la pel·lícula, "L'habitació blava"). Malgrat aquestes precaucions, molta gent de la ciutat esbrina l’afer entre Toño i Andrea; Toño comença llavors a plantejar-se acabar el seu afer.
Mentrestant, la salut de Nicolás disminueix ràpidament fins que una nit mor, i molta gent, inclosa Dora, la mare de Nicolás, està convençuda que Andrea li va causar la mort per tal que ella pogués estar lliure amb Toño. Garduño li mostra a Toño una carta d'Andrea amb el missatge "Ara és el vostre torn" per incriminar-los encara més, Toño nega qualsevol culpabilitat i continua la seva història.
Finalment, Ana s'adona de l’afer del seu marit i es barallen, provocant que Toño surti de la seva casa; quan torna, troba la policia a casa seva que li diu que Ana ha mort per un enverinament, els agents de la policia el porten a custòdia. .
Aleshores, Garduño li revela a Toño que va saber que Nicolás amb la seva mort va deixar una considerable herència a Andrea, després l’acusa tant a ella com a Toño de conspirar per assassinar tant Ana com Nicolás per conservar l’herència per ells mateixos i revela que la peça final del el trencaclosques li va arribar mitjançant un consell escrit anònim; Tanmateix, tant Toño com Andrea neguen qualsevol coneixement sobre l'herència, Garduño dubta de la seva pròpia conclusió.
Malgrat que les proves són suficients per condemnar-los, Garduño decideix fer una última visita a Dora, colant-se a la cuina de la seva pastisseria, trobant que Dora era la font del consell anònim, i trobant caixes del mateix verí de rata que utilitzaren per matar Ana, Garduño s'enfronta a Dora, qui confessa plorosa que ha enverinat la dona de Toño per tal d'implicar tant a ell com a Andrea en l'assassinat, ja que uns quants anys enrere el seu marit mai no li va perdonar els seus enganys i com a conseqüència no va tenir mai la seva botiga, i amb el seu únic fill mort, Nicolás, només seria qüestió de temps que Andrea agafés tota la botiga i la deixés sense res.
Aleshores, Garduño allibera Toño i Andrea aquella nit després d’haver fet amor a la mateixa habitació blava, Andrea confessa a Toño que la nit que Nicolás va morir va tancar la vàlvula d’oxigen a propòsit, per tal d'acabar amb el patiment de tots dos. impactant Toño.

## Repartiment
- Juan Manuel Bernal - Toño
- Damián Alcázar - Garduño
- Patricia Llaca - Andrea
- Elena Anaya - Ana
- Mario Iván Martínez - Nicolás
- José María Yazpik - Germà de Toño
- Margarita Sanz - Dora

## Controvèrsia
La pel·lícula va ser força controvertida a causa de la seva publicitat eròtica, la majoria dels materials publicitaris mostraven Patricia Llaca completament nua estirada sobre un llit i mirant a la càmera. Els cartells publicitaris i els anuncis del transport públic i de les revistes, etc., van mostrar la mateixa o similar imatge, aixecant polèmica gràcies a la nuesa de Llaca. En alguns mitjans, les seves natges es van cobrir digitalment amb una manta per calmar la sensibilitat dels mexicans ofesos.
La pel·lícula en sí era molt eròtica, mostrant escenes completes de nus de Patricia Llaca i Juan Manuel Bernal. En aquest sentit, la publicitat era fidel a la pel·lícula. Llaca, no obstant això, va declarar que els productors de la pel·lícula van "deliberadament" utilitzar el seu cos nu per anunciar la pel·lícula.

## Nominacions i premis
A la XLV edició dels Premis Ariel va guanyar el premi a la millor actriu de repartiment i fou nominada a la Millor Fotografia, Millor Guió Cinematogràfic Adaptat, Millor Actor de repartiment i, Millor Coactuació Masculina. També va guanyar les Diosas de Plata a millor coactuació femenina i millor opera prima i el Cercle Colombí de Plata al Festival de Cinema de Bogotà.